# Lightning Talk

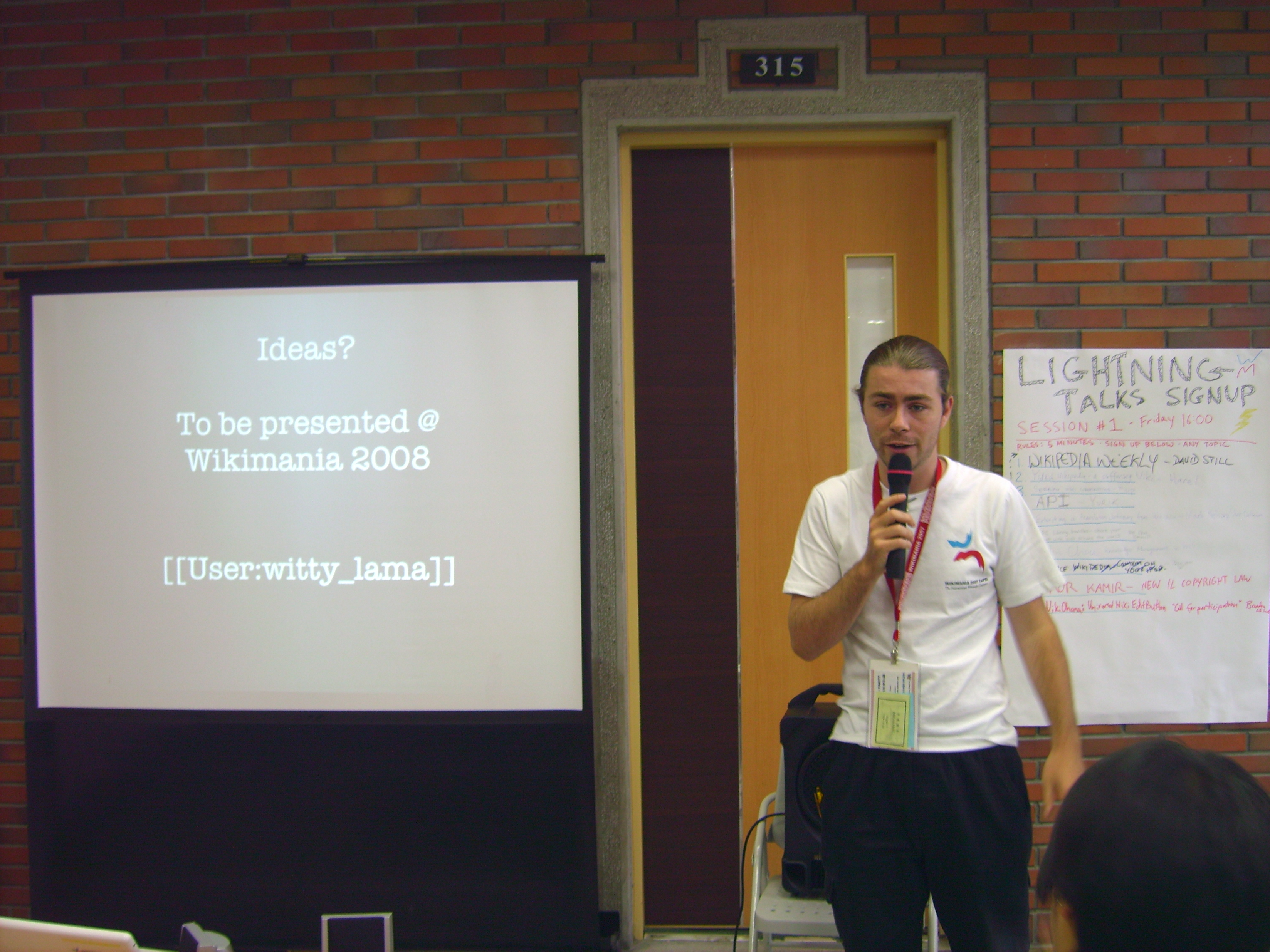
Lightning Talk von Liam Wyatt auf der Wikimania 2007

Ein Lightning Talk (dt. Blitzvortrag) ist ein kurzer Vortrag auf einer  wissenschaftlichen Konferenz, häufig einer technischen Konferenz oder einer ähnlichen Veranstaltung. Von anderen Vorträgen oder Referaten unterscheidet sich der Lightning Talk dadurch, dass er nur wenige Minuten dauert. In der Regel tragen in einer festgelegten Zeitspanne unterschiedliche Redner nacheinander zu verschiedenen Themen vor.

## Geschichte und Format
Die ersten Lightning Talks gab es möglicherweise auf einer Python-Konferenz 1997, wo sie schlicht als short talks (Kurzvorträge) im Programm aufgeführt wurden.  Der Begriff „Lightning Talk“ wurde auf der „Yet Another Perl Conference“ im Juni 2000 zum ersten Mal benutzt. Die Vortragsform verbreitete sich von dort aus zu anderen Konferenzen im technischen Umfeld. Auf dem Chaos Communication Congress sind Lightning Talks seit 2004 im Vortragsprogramm etabliert.
Je nach Veranstaltung wird das Format unterschiedlich gestaltet. Auf den meisten Konferenzen wird eine Zeitspanne von 30 bis 90 Minuten im Programm festgelegt, in der die Vorträge hintereinander präsentiert werden. Die einzelnen Vorträge sind in der Regel auf eine feste Zeit von einer bis zehn Minuten begrenzt, wobei ein Zeitlimit von fünf Minuten üblich ist. Um den Wechsel zwischen den Vortragenden reibungslos zu gestalten, wird der Einsatz von Präsentationsprogrammen entweder ganz ausgeschlossen oder die Vortragenden werden gebeten, ihre Folien vorab einzureichen. So können sie auf einem von der Veranstaltungsleitung bedienten Computer abgespielt werden.
Grundsätzlich kann jedes Thema Gegenstand eines Lightning Talks sein. Oft handelt es sich aber um noch unfertige Ideen, Vorstellungen von eigenen Projekten, die sich noch in Arbeit befinden, Aufrufe zur Mitarbeit oder kurzfristig aufgekommene Themen nach Abschluss des offiziellen Call for papers.